# MLB Seizoen 2017
Het MLB Seizoen 2017 is het 116e seizoen van de Major League Baseball. Het voorseizoen, ook wel Spring Training begon op 24 februari en eindigde op 1 april 2017. De reguliere competitie begon op 2 april en eindigde op 1 oktober 2017. Het naseizoen of te wel Postseason begon op 3 oktober. De World Series begonnen op 24 oktober en eindigden op 1 november 2017 en werden gewonnen door de Houston Astros.
Marlins Park, de thuishaven van de Miami Marlins vormde het decor voor de 86ste Major League Baseball All-Star Game die op 11 juli 2017 werd gehouden. Het team van de American League won (in 10 innings) met 2 - 1 van het National League team. Het was de vijfde overwinning op rij voor de AL.

## Teams

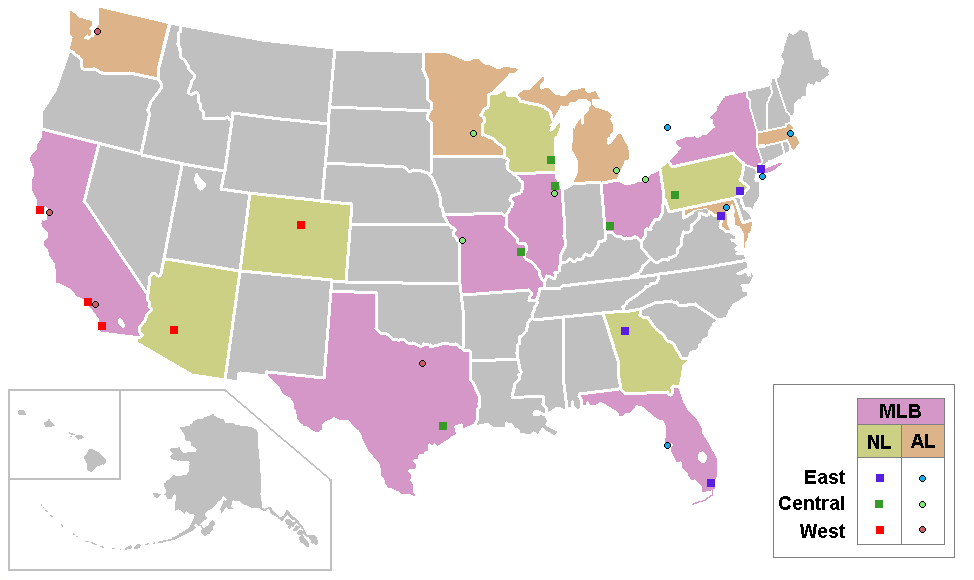
Thuisbasis huidige MLB-teams

De MLB competitie telt 30 teams. Er zijn twee leagues, namelijk de American League en de National League. Iedere league bestaat uit 15 teams. Deze zijn op zich weer verdeeld in 3 divisies van vijf teams (East, Central en West).

### American League 2017
| Divisie | Team               | Stad                     | Stadion                         |
| ------- | ------------------ | ------------------------ | ------------------------------- |
| East    | Baltimore Orioles  | Baltimore, Maryland      | Oriole Park at Camden Yards     |
| East    | Boston Red Sox     | Boston, Massachusetts    | Fenway Park                     |
| East    | New York Yankees   | Bronx, New York          | Yankee Stadium                  |
| East    | Tampa Bay Rays     | St. Petersburg, Florida  | Tropicana Field                 |
| East    | Toronto Blue Jays  | Toronto, Ontario, Canada | Rogers Centre                   |
| Central | Chicago White Sox  | Chicago, Illinois        | Guaranteed Rate Field           |
| Central | Cleveland Indians  | Cleveland, Ohio          | Progressive Field               |
| Central | Detroit Tigers     | Detroit, Michigan        | Comerica Park                   |
| Central | Kansas City Royals | Kansas City, Missouri    | Kauffman Stadium                |
| Central | Minnesota Twins    | Minneapolis, Minnesota   | Target Field                    |
| West    | Houston Astros     | Houston, Texas           | Minute Maid Park                |
| West    | Los Angeles Angels | Anaheim, Californië      | Angel Stadium of Anaheim        |
| West    | Oakland Athletics  | Oakland, Californië      | Oakland-Alameda County Coliseum |
| West    | Seattle Mariners   | Seattle, Washington      | Safeco Field                    |
| West    | Texas Rangers      | Arlington, Texas         | Globe Life Park in Arlington    |

### National League 2017
| Divisie | Team                  | Stad                       | Stadion                  |
| ------- | --------------------- | -------------------------- | ------------------------ |
| East    | Atlanta Braves        | Atlanta, Georgia           | SunTrust Park            |
| East    | Miami Marlins         | Miami, Florida             | Marlins Park             |
| East    | New York Mets         | Queens, New York           | Citi Field               |
| East    | Philadelphia Phillies | Philadelphia, Pennsylvania | Citizens Bank Park       |
| East    | Washington Nationals  | Washington, D.C.           | Nationals Park           |
| Central | Chicago Cubs          | Chicago, Illinois          | Wrigley Field            |
| Central | Cincinnati Reds       | Cincinnati, Ohio           | Great American Ball Park |
| Central | Milwaukee Brewers     | Milwaukee, Wisconsin       | Miller Park              |
| Central | Pittsburgh Pirates    | Pittsburgh, Pennsylvania   | PNC Park                 |
| Central | St. Louis Cardinals   | St. Louis, Missouri        | Busch Stadium            |
| West    | Arizona Diamondbacks  | Phoenix, Arizona           | Chase Field              |
| West    | Colorado Rockies      | Denver, Colorado           | Coors Field              |
| West    | Los Angeles Dodgers   | Los Angeles, Californië    | Dodger Stadium           |
| West    | San Diego Padres      | San Diego, Californië      | Petco Park               |
| West    | San Francisco Giants  | San Francisco, Californië  | Oracle Park              |

## Regulier Seizoen & Eindstanden

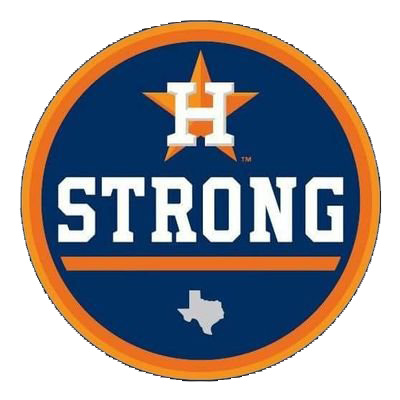
De Houston Astros speelden het laatste gedeelte van het seizoen met dit logo. Dit naar aanleiding van de orkaan Harvey, die veel schade aanrichtte in Houston en omgeving

Als gevolg van de orkaan Harvey die de stad Houston en omgeving teisterde, werd de Lone Star Series met drie wedstrijden tussen de Texas Rangers en Houston Astros van 29 tot en met 31 augustus verplaatst naar Tropicana Field in St. Petersburg, Florida. Hoewel de Astros het thuis spelende team waren, droegen ze tijdens de reeks hun uit tenue terwijl de Rangers hun thuis tenue droegen. De drie wedstrijden van de Tampa Bay Rays met de New York Yankees van 11 tot en met 13 september werd verplaatst van Tropicana Field naar Citi Field van de New York Mets vanwege de naderende orkaan Irma in de Tampa Bay regio. Als gevolg van de schade van orkaan Irma aan Zuid-Florida werden ook de 3 wedstrijden tussen de Miami Marlins en de Milwaukee Brewers van 15 tot en met 17 september 2017 van Marlins Park naar Miller Park verplaatst, het thuisveld van de Brewers, met de Marlins als thuis spelende ploeg. Net als bij de Rangers - Astros serie in St. Petersburg droegen de Marlins hun uit tenue, terwijl de Brewers hun thuis tenue droegen als het uit spelende team.

### American League
Na 162 wedstrijden | Betekenis afkortingen: Gewonnen | Verloren | Gemiddelde | Achterstand

★ Speelt American League Wild Card Game

Eindstand per 1 oktober 2017
American League East
| Team                     | G  | V  | Gem.  | A  | Thuis G - V | Uit G - V |
| ------------------------ | -- | -- | ----- | -- | ----------- | --------- |
| Boston Red Sox (AL3)     | 93 | 69 | 0.575 | -  | 48 - 33     | 45 - 36   |
| New York Yankees ★ (AL4) | 91 | 71 | 0.562 | 2  | 51 - 30     | 40 - 41   |
| Tampa Bay Rays           | 80 | 82 | 0.494 | 13 | 42 - 39     | 38 - 43   |
| Toronto Blue Jays        | 76 | 86 | 0.469 | 17 | 42 - 39     | 34 - 47   |
| Baltimore Orioles        | 75 | 87 | 0.463 | 18 | 46 - 35     | 29 - 52   |

American League Central
| Team                    | G   | V  | Gem.  | A  | Thuis G - V | Uit G - V |
| ----------------------- | --- | -- | ----- | -- | ----------- | --------- |
| Cleveland Indians (AL1) | 102 | 60 | 0.630 | -  | 49 - 32     | 53 - 28   |
| Minnesota Twins ★ (AL5) | 85  | 77 | 0.525 | 17 | 41 - 40     | 44 - 37   |
| Kansas City Royals      | 80  | 82 | 0.494 | 22 | 43 - 38     | 37 - 44   |
| Chicago White Sox       | 67  | 95 | 0.414 | 35 | 39 - 42     | 28 - 53   |
| Detroit Tigers          | 64  | 98 | 0.395 | 38 | 34 - 47     | 30 - 51   |

American League West
| Team                 | G   | V  | Gem.  | A  | Thuis G - V | Uit G - V |
| -------------------- | --- | -- | ----- | -- | ----------- | --------- |
| Houston Astros (AL2) | 101 | 61 | 0.623 | -  | 48 - 33     | 53 - 28   |
| Los Angeles Angels   | 80  | 82 | 0.494 | 21 | 43 - 38     | 37 - 44   |
| Seattle Mariners     | 78  | 84 | 0.481 | 23 | 40 - 41     | 38 - 43   |
| Texas Rangers        | 78  | 84 | 0.481 | 23 | 41 - 40     | 37 - 44   |
| Oakland Athletics    | 75  | 87 | 0.463 | 26 | 46 - 35     | 29 - 52   |

### National League
Na 162 wedstrijden | Betekenis afkortingen: Gewonnen | Verloren | Gemiddelde | Achterstand

✦ Speelt National League Wild Card Game

Eindstand per 1 oktober 2017
National League East
| Team                       | G  | V  | Gem.  | A  | Thuis G - V | Uit G - V |
| -------------------------- | -- | -- | ----- | -- | ----------- | --------- |
| Washington Nationals (NL2) | 97 | 65 | 0.599 | -  | 47 - 34     | 50 - 31   |
| Miami Marlins              | 77 | 85 | 0.475 | 20 | 42 - 36     | 35 - 49   |
| Atlanta Braves             | 72 | 90 | 0.444 | 25 | 37 - 44     | 35 - 46   |
| New York Mets              | 70 | 92 | 0.432 | 27 | 37 - 44     | 33 - 48   |
| Philadelphia Phillies      | 66 | 96 | 0.407 | 31 | 39 - 42     | 27 - 54   |

National League Central
| Team                | G  | V  | Gem.  | A  | Thuis G - V | Uit G - V |
| ------------------- | -- | -- | ----- | -- | ----------- | --------- |
| Chicago Cubs (AL3)  | 92 | 70 | 0.568 | -  | 48 - 33     | 44 - 37   |
| Milwaukee Brewers   | 86 | 76 | 0.531 | 6  | 46 - 38     | 40 - 38   |
| St. Louis Cardinals | 83 | 79 | 0.512 | 9  | 44 - 37     | 39 - 42   |
| Pittsburgh Pirates  | 75 | 87 | 0.463 | 17 | 44 - 37     | 31 - 50   |
| Cincinnati Reds     | 68 | 94 | 0.420 | 24 | 39 - 42     | 29 - 52   |

National League West
| Team                         | G   | V  | Gem.  | A  | Thuis G - V | Uit G - V |
| ---------------------------- | --- | -- | ----- | -- | ----------- | --------- |
| Los Angeles Dodgers (NL1)    | 104 | 58 | 0.642 | -  | 57 - 24     | 47 - 34   |
| Arizona Diamondbacks ✦ (AL4) | 93  | 63 | 0.574 | 11 | 52 - 29     | 41 - 40   |
| Colorado Rockies ✦ (AL5)     | 87  | 75 | 0.537 | 17 | 46 - 35     | 41 - 40   |
| San Diego Padres             | 71  | 91 | 0.438 | 33 | 43 - 38     | 28 - 53   |
| San Francisco Giants         | 64  | 98 | 0.395 | 40 | 38 - 43     | 26 - 55   |

## Postseason Schema
|  | Wild Card Games In 1 wedstrijd (ALWC, NLWC) | Wild Card Games In 1 wedstrijd (ALWC, NLWC) | Wild Card Games In 1 wedstrijd (ALWC, NLWC) |   |                      | Division Series Best of 5 (ALDS, NLDS) | Division Series Best of 5 (ALDS, NLDS) | Division Series Best of 5 (ALDS, NLDS) |  |     | League Championship Series Best of 7 (ALCS, NLCS) | League Championship Series Best of 7 (ALCS, NLCS) | League Championship Series Best of 7 (ALCS, NLCS) |  |     | World Series Best of 7 | World Series Best of 7 | World Series Best of 7 |
|  |                                             |                                             |                                             |   |                      |                                        |                                        |                                        |  |     |                                                   |                                                   |                                                   |  |     |                        |                        |                        |
|  | AL1                                         | Cleveland Indians                           | -                                           |   |                      |                                        |                                        |                                        |  |     |                                                   |                                                   |                                                   |  |     |                        |                        |                        |
|  | -                                           | Geplaatst, winnaar AL Central               | -                                           |   |                      |                                        |                                        |                                        |  |     |                                                   |                                                   |                                                   |  |     |                        |                        |                        |
|  | -                                           | Geplaatst, winnaar AL Central               | -                                           |   | AL1                  | Cleveland Indians                      | 2                                      |                                        |  |     |                                                   |                                                   |                                                   |  |     |                        |                        |                        |
|  |                                             |                                             |                                             |   | AL1                  | Cleveland Indians                      | 2                                      |                                        |  |     |                                                   |                                                   |                                                   |  |     |                        |                        |                        |
|  |                                             | AL4                                         | New York Yankees                            | 3 |                      |                                        |                                        |                                        |  |     |                                                   |                                                   |                                                   |  |     |                        |                        |                        |
|  | AL4                                         | AL4                                         | New York Yankees                            | 3 | New York Yankees     | 1                                      |                                        |                                        |  |     |                                                   |                                                   |                                                   |  |     |                        |                        |                        |
|  | AL4                                         |                                             |                                             |   | New York Yankees     | 1                                      |                                        |                                        |  |     |                                                   |                                                   |                                                   |  |     |                        |                        |                        |
|  | AL5                                         | Minnesota Twins                             | 0                                           |   |                      |                                        |                                        |                                        |  |     |                                                   |                                                   |                                                   |  |     |                        |                        |                        |
|  | AL5                                         | Minnesota Twins                             | 0                                           |   |                      |                                        |                                        |                                        |  | AL4 | New York Yankees                                  | 3                                                 |                                                   |  |     |                        |                        |                        |
|  |                                             |                                             |                                             |   |                      |                                        |                                        |                                        |  | AL4 | New York Yankees                                  | 3                                                 |                                                   |  |     |                        |                        |                        |
|  |                                             | AL2                                         | Houston Astros                              | 4 |                      |                                        |                                        |                                        |  |     |                                                   |                                                   |                                                   |  |     |                        |                        |                        |
|  | AL2                                         | AL2                                         | Houston Astros                              | 4 | Houston Astros       | -                                      |                                        |                                        |  |     |                                                   |                                                   |                                                   |  |     |                        |                        |                        |
|  | AL2                                         |                                             |                                             |   | Houston Astros       | -                                      |                                        |                                        |  |     |                                                   |                                                   |                                                   |  |     |                        |                        |                        |
|  | -                                           | Geplaatst, winnaar AL West                  | -                                           |   |                      |                                        |                                        |                                        |  |     |                                                   |                                                   |                                                   |  |     |                        |                        |                        |
|  | -                                           | Geplaatst, winnaar AL West                  | -                                           |   | AL2                  | Houston Astros                         | 3                                      |                                        |  |     |                                                   |                                                   |                                                   |  |     |                        |                        |                        |
|  |                                             |                                             |                                             |   | AL2                  | Houston Astros                         | 3                                      |                                        |  |     |                                                   |                                                   |                                                   |  |     |                        |                        |                        |
|  |                                             | AL3                                         | Boston Red Sox                              | 1 |                      |                                        |                                        |                                        |  |     |                                                   |                                                   |                                                   |  |     |                        |                        |                        |
|  | AL3                                         | AL3                                         | Boston Red Sox                              | 1 | Boston Red Sox       | -                                      |                                        |                                        |  |     |                                                   |                                                   |                                                   |  |     |                        |                        |                        |
|  | AL3                                         |                                             |                                             |   | Boston Red Sox       | -                                      |                                        |                                        |  |     |                                                   |                                                   |                                                   |  |     |                        |                        |                        |
|  | -                                           | Geplaatst, winnaar AL East                  | -                                           |   |                      |                                        |                                        |                                        |  |     |                                                   |                                                   |                                                   |  |     |                        |                        |                        |
|  | -                                           | Geplaatst, winnaar AL East                  | -                                           |   |                      |                                        |                                        |                                        |  |     |                                                   |                                                   |                                                   |  | AL2 | Houston Astros         | 4                      |                        |
|  |                                             |                                             |                                             |   |                      |                                        |                                        |                                        |  |     |                                                   |                                                   |                                                   |  | AL2 | Houston Astros         | 4                      |                        |
|  |                                             | NL1                                         | Los Angeles Dodgers                         | 3 |                      |                                        |                                        |                                        |  |     |                                                   |                                                   |                                                   |  |     |                        |                        |                        |
|  | NL1                                         | NL1                                         | Los Angeles Dodgers                         | 3 | Los Angeles Dodgers  | -                                      |                                        |                                        |  |     |                                                   |                                                   |                                                   |  |     |                        |                        |                        |
|  | NL1                                         |                                             |                                             |   | Los Angeles Dodgers  | -                                      |                                        |                                        |  |     |                                                   |                                                   |                                                   |  |     |                        |                        |                        |
|  | -                                           | Geplaatst, winnaar NL West                  | -                                           |   |                      |                                        |                                        |                                        |  |     |                                                   |                                                   |                                                   |  |     |                        |                        |                        |
|  | -                                           | Geplaatst, winnaar NL West                  | -                                           |   | NL1                  | Los Angeles Dodgers                    | 3                                      |                                        |  |     |                                                   |                                                   |                                                   |  |     |                        |                        |                        |
|  |                                             |                                             |                                             |   | NL1                  | Los Angeles Dodgers                    | 3                                      |                                        |  |     |                                                   |                                                   |                                                   |  |     |                        |                        |                        |
|  |                                             | NL4                                         | Arizona Diamondbacks                        | 0 |                      |                                        |                                        |                                        |  |     |                                                   |                                                   |                                                   |  |     |                        |                        |                        |
|  | NL4                                         | NL4                                         | Arizona Diamondbacks                        | 0 | Arizona Diamondbacks | 1                                      |                                        |                                        |  |     |                                                   |                                                   |                                                   |  |     |                        |                        |                        |
|  | NL4                                         |                                             |                                             |   | Arizona Diamondbacks | 1                                      |                                        |                                        |  |     |                                                   |                                                   |                                                   |  |     |                        |                        |                        |
|  | NL5                                         | Colorado Rockies                            | 0                                           |   |                      |                                        |                                        |                                        |  |     |                                                   |                                                   |                                                   |  |     |                        |                        |                        |
|  | NL5                                         | Colorado Rockies                            | 0                                           |   |                      |                                        |                                        |                                        |  | NL1 | Los Angeles Dodgers                               | 4                                                 |                                                   |  |     |                        |                        |                        |
|  |                                             |                                             |                                             |   |                      |                                        |                                        |                                        |  | NL1 | Los Angeles Dodgers                               | 4                                                 |                                                   |  |     |                        |                        |                        |
|  |                                             | NL3                                         | Chicago Cubs                                | 1 |                      |                                        |                                        |                                        |  |     |                                                   |                                                   |                                                   |  |     |                        |                        |                        |
|  | NL2                                         | NL3                                         | Chicago Cubs                                | 1 | Washington Nationals | -                                      |                                        |                                        |  |     |                                                   |                                                   |                                                   |  |     |                        |                        |                        |
|  | NL2                                         |                                             |                                             |   | Washington Nationals | -                                      |                                        |                                        |  |     |                                                   |                                                   |                                                   |  |     |                        |                        |                        |
|  | -                                           | Geplaatst, winnaar NL East                  | -                                           |   |                      |                                        |                                        |                                        |  |     |                                                   |                                                   |                                                   |  |     |                        |                        |                        |
|  | -                                           | Geplaatst, winnaar NL East                  | -                                           |   | NL2                  | Washington Nationals                   | 2                                      |                                        |  |     |                                                   |                                                   |                                                   |  |     |                        |                        |                        |
|  |                                             |                                             |                                             |   | NL2                  | Washington Nationals                   | 2                                      |                                        |  |     |                                                   |                                                   |                                                   |  |     |                        |                        |                        |
|  |                                             | NL3                                         | Chicago Cubs                                | 3 |                      |                                        |                                        |                                        |  |     |                                                   |                                                   |                                                   |  |     |                        |                        |                        |
|  | NL3                                         | NL3                                         | Chicago Cubs                                | 3 | Chicago Cubs         | -                                      |                                        |                                        |  |     |                                                   |                                                   |                                                   |  |     |                        |                        |                        |
|  | NL3                                         |                                             |                                             |   | Chicago Cubs         | -                                      |                                        |                                        |  |     |                                                   |                                                   |                                                   |  |     |                        |                        |                        |
|  | -                                           | Geplaatst, winnaar NL Central               | -                                           |   |                      |                                        |                                        |                                        |  |     |                                                   |                                                   |                                                   |  |     |                        |                        |                        |

## Postseason Uitslagen & Linescores
Afkortingen en termen:

1 t/m 9, of meer Inning | Run (Punt) | Hit (Slag) | Error (Fout) | WP (Winning pitcher ook wel winnende werper. Deze wordt toegewezen aan een werper van het winnende team) | LP (Losing pitcher ook wel verliezende werper. Deze wordt toegewezen aan een werper van het verliezende team) | Save (Wordt toegekend aan een werper die onder bepaalde voorgeschreven omstandigheden een wedstrijd voor het winnende team beëindigt) | HR (Home Run)

### American League Wild Card

#### New York Yankees (AL4) vs. Minnesota Twins (AL5)
|                  |  |                 |
| New York Yankees |  | Minnesota Twins |

| Wedstrijd | Datum     | Uitslag                                | Speeltijd | Toeschouwers |
| --------- | --------- | -------------------------------------- | --------- | ------------ |
| 1         | 3 oktober | Minnesota Twins 4 @ New York Yankees 8 | 3:51      | 49.280       |

| Team             | 1 | 2 | 3 | 4 | 5 | 6 | 7 | 8 | 9 | R | H | E |
| ---------------- | - | - | - | - | - | - | - | - | - | - | - | - |
| Minnesota Twins  | 3 | 0 | 1 | 0 | 0 | 0 | 1 | 2 | 1 | 4 | 9 | 1 |
| New York Yankees | 3 | 1 | 1 | 2 | 0 | 0 | 1 | 0 | X | 8 | 9 | 0 |

| Info ALWC Game                                                                     |
| ---------------------------------------------------------------------------------- |
| WP (Yankees): David Robertson (1 - 0) / LP (Twins): José Berríos (0 - 1) / Save: - |
| HR Twins: Brian Dozier (1), Eddie Rosario (1)                                      |
| HR Yankees: Didi Gregorius (1), Brett Gardner (1), Aaron Judge (1)                 |
| New York Yankees wint ALWC                                                         |
| MLB Boxscore                                                                       |

### National League Wild Card

#### Arizona Diamondbacks (NL4) vs. Colorado Rockies (NL5)
|                      |  |                  |
| Arizona Diamondbacks |  | Colorado Rockies |

| Wedstrijd | Datum     | Uitslag                                      | Speeltijd | Toeschouwers |
| --------- | --------- | -------------------------------------------- | --------- | ------------ |
| 1         | 4 oktober | Colorado Rockies 8 @ Arizona Diamondbacks 11 | 3:54      | 48.803       |

| Team                 | 1 | 2 | 3 | 4 | 5 | 6 | 7 | 8 | 9 | R  | H  | E |
| -------------------- | - | - | - | - | - | - | - | - | - | -- | -- | - |
| Colorado Rockies     | 0 | 0 | 0 | 4 | 0 | 0 | 1 | 2 | 1 | 8  | 13 | 0 |
| Arizona Diamondbacks | 3 | 1 | 2 | 0 | 0 | 0 | 2 | 3 | X | 11 | 17 | 0 |

| Info NLWC Game                                                                      |
| ----------------------------------------------------------------------------------- |
| WP (Diamondbacks): Andrew Chafin (1 - 0) / LP (Rockies): Jon Gray (0 - 1) / Save: - |
| HR Rockies: Nolan Arenado (1), Trevor Story (1)                                     |
| HR Diamondbacks: Daniel Descalso (1), Paul Goldschmidt (1)                          |
| Arizona Diamondbacks wint NLWC                                                      |
| MLB Boxscore                                                                        |

### American League Division Series

#### Cleveland Indians (AL1) vs. New York Yankees (AL4)
|                   |  |                  |
| Cleveland Indians |  | New York Yankees |

| Wedstrijd | Datum      | Uitslag                                  | Speeltijd | Toeschouwers |
| --------- | ---------- | ---------------------------------------- | --------- | ------------ |
| 1         | 5 oktober  | New York Yankees 0 @ Cleveland Indians 4 | 3:26      | 37.612       |
| 2         | 6 oktober  | New York Yankees 8 @ Cleveland Indians 9 | 5:08      | 37.681       |
| 3         | 8 oktober  | Cleveland Indians 0 @ New York Yankees 1 | 3:17      | 48.614       |
| 4         | 9 oktober  | Cleveland Indians 3 @ New York Yankees 7 | 3:47      | 47.316       |
| 5         | 11 oktober | New York Yankees 5 @ Cleveland Indians 2 | 3:38      | 37.802       |

| Team              | 1 | 2 | 3 | 4 | 5 | 6 | 7 | 8 | 9 | R | H | E |
| ----------------- | - | - | - | - | - | - | - | - | - | - | - | - |
| New York Yankees  | 0 | 0 | 0 | 0 | 0 | 0 | 0 | 0 | 0 | 0 | 3 | 0 |
| Cleveland Indians | 0 | 1 | 0 | 2 | 1 | 0 | 0 | 0 | X | 4 | 5 | 0 |

| Info ALDS Game 1                                                                                       |
| --- |
| WP (Indians): Trevor Bauer (1 - 0) / LP (Yankees): Sonny Gray (0 - 1) / Save (Indians): Cody Allen (1) |
| HR Yankees: -                                                                                          |
| HR Indians: Jay Bruce (1)                                                                              |
| Cleveland Indians leidt ALDS met 1 - 0                                                                 |
| MLB Boxscore                                                                                           |

| Team              | 1 | 2 | 3 | 4 | 5 | 6 | 7 | 8 | 9 | 10 | 11 | 12 | 13 | R | H  | E |
| ----------------- | - | - | - | - | - | - | - | - | - | -- | -- | -- | -- | - | -- | - |
| New York Yankees  | 2 | 0 | 4 | 0 | 2 | 0 | 0 | 0 | 0 | 0  | 0  | 0  | 0  | 8 | 11 | 3 |
| Cleveland Indians | 2 | 1 | 0 | 0 | 0 | 4 | 0 | 1 | 0 | 0  | 0  | 0  | 1  | 9 | 9  | 2 |

| Info ALDS Game 2                                                                    |
| ----------------------------------------------------------------------------------- |
| WP (Indians): Josh Tomlin (1 - 0) / LP (Yankees): Dellin Betances (0 - 1) / Save: - |
| HR Yankees: Gary Sánchez (1), Aaron Hicks (1), Greg Bird (1)                        |
| HR Indians: Francisco Lindor (1), Jay Bruce (2)                                     |
| Cleveland Indians leidt ALDS met 2 - 0                                              |
| MLB Boxscore                                                                        |

| Team              | 1 | 2 | 3 | 4 | 5 | 6 | 7 | 8 | 9 | R | H | E |
| ----------------- | - | - | - | - | - | - | - | - | - | - | - | - |
| Cleveland Indians | 0 | 0 | 0 | 0 | 0 | 0 | 0 | 0 | 0 | 0 | 5 | 0 |
| New York Yankees  | 0 | 0 | 0 | 0 | 0 | 0 | 1 | 0 | X | 1 | 5 | 0 |

| Info ALDS Game 3                                                                                                  |
| --- |
| WP (Yankees): Masahiro Tanaka (1 - 0) / LP (Indians): Andrew Miller (0 - 1) / Save (Yankees): Aroldis Chapman (1) |
| HR Indians: - |
| HR Yankees: Greg Bird (2)                                                                                         |
| Cleveland Indians leidt ALDS met 2 - 1                                                                            |
| MLB Boxscore |

| Team              | 1 | 2 | 3 | 4 | 5 | 6 | 7 | 8 | 9 | R | H | E |
| ----------------- | - | - | - | - | - | - | - | - | - | - | - | - |
| Cleveland Indians | 0 | 0 | 0 | 2 | 1 | 0 | 0 | 0 | 0 | 3 | 4 | 4 |
| New York Yankees  | 0 | 4 | 1 | 0 | 1 | 1 | 0 | 0 | X | 7 | 8 | 0 |

| Info ALDS Game 4                                                                                            |
| --- |
| WP (Yankees): Luis Severino (1 - 0) / LP (Indians): Trevor Bauer (1 - 1) / Save (Yankees): Tommy Kahnle (1) |
| HR Indians: Carlos Santana (1), Roberto Pérez (1)                                                           |
| HR Yankees: Gary Sánchez (2)                                                                                |
| Stand ALDS is 2 - 2                                                                                         |
| MLB Boxscore                                                                                                |

| Team              | 1 | 2 | 3 | 4 | 5 | 6 | 7 | 8 | 9 | R | H | E |
| ----------------- | - | - | - | - | - | - | - | - | - | - | - | - |
| New York Yankees  | 1 | 0 | 2 | 0 | 0 | 0 | 0 | 0 | 2 | 5 | 8 | 0 |
| Cleveland Indians | 0 | 0 | 0 | 0 | 2 | 0 | 0 | 0 | 0 | 2 | 5 | 3 |

| Info ALDS Game 5                                                                                                  |
| --- |
| WP (Yankees): David Robertson (1 - 0) / LP (Indians): Corey Kluber (0 - 1) / Save (Yankees):: Aroldis Chapman (2) |
| HR Yankees: Didi Gregorius 2 (2)                                                                                  |
| HR Indians: - |
| New York Yankees wint ALDS met 3 - 2                                                                              |
| MLB Boxscore |

#### Houston Astros (AL2) vs. Boston Red Sox (AL3)
|                |  |                |
| Houston Astros |  | Boston Red Sox |

| Wedstrijd | Datum     | Uitslag                              | Speeltijd | Toeschouwers |
| --------- | --------- | ------------------------------------ | --------- | ------------ |
| 1         | 5 oktober | Boston Red Sox 2 @ Houston Astros 8  | 3:26      | 43.102       |
| 2         | 6 oktober | Boston Red Sox 2 @ Houston Astros 8  | 4:00      | 43.410       |
| 3         | 8 oktober | Houston Astros 3 @ Boston Red Sox 10 | 3:38      | 38.010       |
| 4         | 9 oktober | Houston Astros 5 @ Boston Red Sox 4  | 4:07      | 37.305       |

| Team           | 1 | 2 | 3 | 4 | 5 | 6 | 7 | 8 | 9 | R | H  | E |
| -------------- | - | - | - | - | - | - | - | - | - | - | -- | - |
| Boston Red Sox | 0 | 1 | 0 | 1 | 0 | 0 | 0 | 0 | 0 | 2 | 8  | 0 |
| Houston Astros | 2 | 0 | 0 | 2 | 1 | 2 | 1 | 0 | X | 8 | 12 | 0 |

| Info ALDS Game 1                                                                   |
| ---------------------------------------------------------------------------------- |
| WP (Astros): Justin Verlander (1 - 0) / LP (Red Sox): Chris Sale (0 - 1) / Save: - |
| HR Red Sox: -                                                                      |
| HR Astros: Alex Bregman (1), José Altuve 3 (3)                                     |
| Houston Astros leidt ALDS met 1 - 0                                                |
| MLB Boxscore                                                                       |

| Team           | 1 | 2 | 3 | 4 | 5 | 6 | 7 | 8 | 9 | R | H  | E |
| -------------- | - | - | - | - | - | - | - | - | - | - | -- | - |
| Boston Red Sox | 0 | 1 | 0 | 0 | 0 | 0 | 0 | 0 | 1 | 2 | 7  | 1 |
| Houston Astros | 2 | 0 | 2 | 0 | 0 | 4 | 0 | 0 | X | 8 | 12 | 0 |

| Info ALDS Game 2                                                                    |
| ----------------------------------------------------------------------------------- |
| WP (Astros): Dallas Keuchel (1 - 0) / LP (Red Sox): Drew Pomeranz (0 - 1) / Save: - |
| HR Red Sox: -                                                                       |
| HR Astros: Carlos Correa (1), George Springer (1)                                   |
| Houston Astros leidt ALDS met 2 - 0                                                 |
| MLB Boxscore                                                                        |

| Team           | 1 | 2 | 3 | 4 | 5 | 6 | 7 | 8 | 9 | R  | H  | E |
| -------------- | - | - | - | - | - | - | - | - | - | -- | -- | - |
| Houston Astros | 3 | 0 | 0 | 0 | 0 | 0 | 0 | 0 | 0 | 3  | 12 | 2 |
| Boston Red Sox | 0 | 1 | 3 | 0 | 0 | 0 | 6 | 0 | X | 10 | 15 | 0 |

| Info ALDS Game 3                                                                   |
| ---------------------------------------------------------------------------------- |
| WP (Red Sox): Joe Kelly (1 - 0) / LP (Astros): Francisco Liriano (0 - 1) / Save: - |
| HR Astros: Carlos Correa (2)                                                       |
| HR Red Sox: Rafael Devers (1), Jackie Bradley Jr. (1)                              |
| Houston Astros leidt ALDS met 2 - 1                                                |
| MLB Boxscore                                                                       |

| Team           | 1 | 2 | 3 | 4 | 5 | 6 | 7 | 8 | 9 | R | H  | E |
| -------------- | - | - | - | - | - | - | - | - | - | - | -- | - |
| Houston Astros | 1 | 1 | 0 | 0 | 0 | 0 | 0 | 2 | 1 | 5 | 12 | 0 |
| Boston Red Sox | 1 | 0 | 0 | 0 | 2 | 0 | 0 | 0 | 1 | 4 | 9  | 1 |

| Info ALDS Game 4                                                                                        |
| --- |
| WP (Astros): Justin Verlander (2 - 0) / LP (Red Sox): Chris Sale (0 - 2) / Save (Astros): Ken Giles (1) |
| HR Astros: Alex Bregman (2)                                                                             |
| HR Red Sox: Xander Bogaerts (1), Andrew Benintendi (1), Rafael Devers (2)                               |
| Houston Astros wint ALDS met 3 - 1                                                                      |
| MLB Boxscore                                                                                            |

### National League Division Series

#### Los Angeles Dodgers (NL1) vs. Arizona Diamondbacks (NL4)
|                     |  |                      |
| Los Angeles Dodgers |  | Arizona Diamondbacks |

| Wedstrijd | Datum     | Uitslag                                        | Speeltijd | Toeschouwers |
| --------- | --------- | ---------------------------------------------- | --------- | ------------ |
| 1         | 6 oktober | Arizona Diamondbacks 5 @ Los Angeles Dodgers 9 | 3:37      | 54.707       |
| 2         | 7 oktober | Arizona Diamondbacks 5 @ Los Angeles Dodgers 8 | 3:48      | 54.726       |
| 3         | 9 oktober | Los Angeles Dodgers 3 @ Arizona Diamondbacks 1 | 3:36      | 48.641       |

| Team                 | 1 | 2 | 3 | 4 | 5 | 6 | 7 | 8 | 9 | R | H  | E |
| -------------------- | - | - | - | - | - | - | - | - | - | - | -- | - |
| Arizona Diamondbacks | 1 | 0 | 0 | 0 | 0 | 1 | 2 | 0 | 1 | 5 | 8  | 2 |
| Los Angeles Dodgers  | 4 | 0 | 0 | 3 | 0 | 0 | 0 | 2 | X | 9 | 12 | 2 |

| Info NLDS Game 1                                                                            |
| ------------------------------------------------------------------------------------------- |
| WP (Dodgers): Clayton Kershaw (1 - 0) / LP (Diamondbacks): Taijuan Walker (0 - 1) / Save: - |
| HR Diamondbacks: A.J. Pollock (1), J.D. Martinez (1), Ketel Marte (1), Jeff Mathis (1)      |
| HR Dodgers: Justin Turner (1)                                                               |
| Los Angeles Dodgers leidt NLDS met 1 - 0                                                    |
| MLB Gameday                                                                                 |

| Team                 | 1 | 2 | 3 | 4 | 5 | 6 | 7 | 8 | 9 | R | H  | E |
| -------------------- | - | - | - | - | - | - | - | - | - | - | -- | - |
| Arizona Diamondbacks | 2 | 0 | 0 | 0 | 0 | 0 | 3 | 0 | 0 | 5 | 7  | 1 |
| Los Angeles Dodgers  | 0 | 1 | 0 | 2 | 4 | 0 | 1 | 0 | X | 8 | 12 | 0 |

| Info NLDS Game 2                                                                                              |
| --- |
| WP (Dodgers): Kenta Maeda (1 - 0) / LP (Diamondbacks): Robbie Ray (0 - 1) / Save (Dodgers): Kenley Jansen (1) |
| HR Diamondbacks: Paul Goldschmidt (1), Brandon Drury (1)                                                      |
| HR Dodgers: -                                                                                                 |
| Los Angeles Dodgers leidt NLDS met 2 - 0                                                                      |
| MLB Gameday                                                                                                   |

| Team                 | 1 | 2 | 3 | 4 | 5 | 6 | 7 | 8 | 9 | R | H | E |
| -------------------- | - | - | - | - | - | - | - | - | - | - | - | - |
| Los Angeles Dodgers  | 1 | 0 | 0 | 0 | 1 | 1 | 0 | 0 | 0 | 3 | 7 | 0 |
| Arizona Diamondbacks | 0 | 0 | 0 | 0 | 1 | 0 | 0 | 0 | 0 | 1 | 3 | 0 |

| Info NLDS Game 3                                                                                               |
| --- |
| WP (Dodgers): Yu Darvish (1 - 0) / LP (Diamondbacks): Zack Greinke (0 - 1) / Save (Dodgers): Kenley Jansen (2) |
| HR Dodgers: Cody Bellinger (1), Austin Barnes (1)                                                              |
| HR Diamondbacks: Daniel Descalso (1)                                                                           |
| Los Angeles Dodgers wint NLDS met 3 - 0                                                                        |
| MLB Gameday |

#### Washington Nationals (NL2) vs. Chicago Cubs (NL3)
|                      |  |              |
| Washington Nationals |  | Chicago Cubs |

| Wedstrijd | Datum      | Uitslag                                 | Speeltijd | Toeschouwers |
| --------- | ---------- | --------------------------------------- | --------- | ------------ |
| 1         | 6 oktober  | Chicago Cubs 3 @ Washington Nationals 0 | 3:02      | 43.898       |
| 2         | 7 oktober  | Chicago Cubs 3 @ Washington Nationals 6 | 3:06      | 43.860       |
| 3         | 9 oktober  | Washington Nationals 1 @ Chicago Cubs 2 | 3:09      | 42.445       |
| 4         | 11 oktober | Washington Nationals 5 @ Chicago Cubs 0 | 3:57      | 42.264       |
| 5         | 12 oktober | Chicago Cubs 9 @ Washington Nationals 8 | 4:37      | 43.849       |

| Team                 | 1 | 2 | 3 | 4 | 5 | 6 | 7 | 8 | 9 | R | H | E |
| -------------------- | - | - | - | - | - | - | - | - | - | - | - | - |
| Chicago Cubs         | 0 | 0 | 0 | 0 | 0 | 2 | 0 | 1 | 0 | 3 | 5 | 1 |
| Washington Nationals | 0 | 0 | 0 | 0 | 0 | 0 | 0 | 0 | 0 | 0 | 2 | 1 |

| Info NLDS Game 1                                                                                            |
| --- |
| WP (Cubs): Kyle Hendricks (1 - 0) / LP (Nationals): Stephen Strasburg (0 - 1) / Save (Cubs): Wade Davis (1) |
| HR Cubs: -                                                                                                  |
| HR Nationals: -                                                                                             |
| Chicago Cubs leidt NLDS met 1 - 0                                                                           |
| MLB Gameday                                                                                                 |

| Team                 | 1 | 2 | 3 | 4 | 5 | 6 | 7 | 8 | 9 | R | H | E |
| -------------------- | - | - | - | - | - | - | - | - | - | - | - | - |
| Chicago Cubs         | 0 | 1 | 0 | 2 | 0 | 0 | 0 | 0 | 0 | 3 | 6 | 0 |
| Washington Nationals | 1 | 0 | 0 | 0 | 0 | 0 | 0 | 5 | X | 6 | 6 | 0 |

| Info NLDS Game 2                                                                                                  |
| --- |
| WP (Nationals): Óliver Pérez (1 - 0) / LP (Cubs): Carl Edwards Jr. (0 - 1) / Save (Nationals): Sean Doolittle (1) |
| HR Cubs: Willson Contreras (1), Anthony Rizzo (1)                                                                 |
| HR Nationals: Anthony Rendon (1), Bryce Harper (1), Ryan Zimmerman (1)                                            |
| Stand NLDS is 1 - 1                                                                                               |
| MLB Gameday |

| Team                 | 1 | 2 | 3 | 4 | 5 | 6 | 7 | 8 | 9 | R | H | E |
| -------------------- | - | - | - | - | - | - | - | - | - | - | - | - |
| Washington Nationals | 0 | 0 | 0 | 0 | 0 | 1 | 0 | 0 | 0 | 1 | 3 | 1 |
| Chicago Cubs         | 0 | 0 | 0 | 0 | 0 | 0 | 1 | 1 | X | 2 | 4 | 4 |

| Info NLDS Game 3                                                                                             |
| --- |
| WP (Cubs): Carl Edwards Jr. (1 - 1) / LP (Nationals): Brandon Kintzler (0 - 1) / Save (Cubs): Wade Davis (2) |
| HR Nationals: -                                                                                              |
| HR Cubs: -                                                                                                   |
| Chicago Cubs leidt NLDS met 2 - 1                                                                            |
| MLB Gameday                                                                                                  |

| Team                 | 1 | 2 | 3 | 4 | 5 | 6 | 7 | 8 | 9 | R | H | E |
| -------------------- | - | - | - | - | - | - | - | - | - | - | - | - |
| Washington Nationals | 0 | 0 | 1 | 0 | 0 | 0 | 0 | 4 | 0 | 5 | 5 | 1 |
| Chicago Cubs         | 0 | 0 | 0 | 0 | 0 | 0 | 0 | 0 | 0 | 0 | 3 | 2 |

| Info NLDS Game 4                                                                      |
| ------------------------------------------------------------------------------------- |
| WP (Nationals): Stephen Strasburg (1 - 1) / LP (Cubs): Jake Arrieta (0 - 1) / Save: - |
| HR Nationals: Michael A. Taylor (1)                                                   |
| HR Cubs: -                                                                            |
| Stand NLDS is 2 - 2                                                                   |
| MLB Gameday                                                                           |

| Team                 | 1 | 2 | 3 | 4 | 5 | 6 | 7 | 8 | 9 | R | H  | E |
| -------------------- | - | - | - | - | - | - | - | - | - | - | -- | - |
| Chicago Cubs         | 1 | 0 | 2 | 0 | 4 | 1 | 1 | 0 | 0 | 9 | 9  | 0 |
| Washington Nationals | 0 | 4 | 0 | 0 | 0 | 2 | 1 | 1 | 0 | 8 | 14 | 2 |

| Info NLDS Game 5                                                                                       |
| --- |
| WP (Cubs): Brian Duensing (1 - 0) / LP (Nationals): Max Scherzer (0 - 1) / Save (Cubs): Wade Davis (3) |
| HR Cubs: -                                                                                             |
| HR Nationals: Daniel Murphy (1), Michael A. Taylor (2)                                                 |
| Chicago Cubs wint NLDS met 3 - 2                                                                       |
| MLB Gameday                                                                                            |

### American League Championship Series

#### New York Yankees (AL4) vs. Houston Astros (AL2)
|                  |  |                |
| New York Yankees |  | Houston Astros |

| Wedstrijd | Datum      | Uitslag                               | Speeltijd | Toeschouwers |
| --------- | ---------- | ------------------------------------- | --------- | ------------ |
| 1         | 13 oktober | New York Yankees 1 @ Houston Astros 2 | 3:20      | 43.116       |
| 2         | 14 oktober | New York Yankees 1 @ Houston Astros 2 | 3:00      | 43.193       |
| 3         | 16 oktober | Houston Astros 1 @ New York Yankees 8 | 3:25      | 49.373       |
| 4         | 17 oktober | Houston Astros 4 @ New York Yankees 6 | 3:37      | 48.804       |
| 5         | 18 oktober | Houston Astros 0 @ New York Yankees 5 | 3:18      | 49.647       |
| 6         | 20 oktober | New York Yankees 1 @ Houston Astros 7 | 3:23      | 43.179       |
| 7         | 21 oktober | New York Yankees 0 @ Houston Astros 4 | 3:09      | 43.201       |

| Team             | 1 | 2 | 3 | 4 | 5 | 6 | 7 | 8 | 9 | R | H | E |
| ---------------- | - | - | - | - | - | - | - | - | - | - | - | - |
| New York Yankees | 0 | 0 | 0 | 0 | 0 | 0 | 0 | 0 | 1 | 1 | 5 | 0 |
| Houston Astros   | 0 | 0 | 0 | 2 | 0 | 0 | 0 | 0 | X | 2 | 6 | 1 |

| Info ALCS Game 1                                                                                           |
| --- |
| WP (Astros): Dallas Keuchel (1 - 0) / LP (Yankees): Masahiro Tanaka (0 - 1) / Save (Astros): Ken Giles (1) |
| HR Yankees: Greg Bird (1)                                                                                  |
| HR Astros: -                                                                                               |
| Houston Astros leidt ALCS met 1 - 0                                                                        |
| MLB Gameday                                                                                                |

| Team             | 1 | 2 | 3 | 4 | 5 | 6 | 7 | 8 | 9 | R | H | E |
| ---------------- | - | - | - | - | - | - | - | - | - | - | - | - |
| New York Yankees | 0 | 0 | 0 | 0 | 1 | 0 | 0 | 0 | 0 | 1 | 5 | 0 |
| Houston Astros   | 0 | 0 | 0 | 1 | 0 | 0 | 0 | 0 | 1 | 2 | 5 | 0 |

| Info ALCS Game 2                                                                        |
| --------------------------------------------------------------------------------------- |
| WP (Astros): Justin Verlander (1 - 0) / LP (Yankees): Aroldis Chapman (0 - 1) / Save: - |
| HR Yankees: -                                                                           |
| HR Astros: Carlos Correa (1)                                                            |
| Houston Astros leidt ALCS met 2 - 0                                                     |
| MLB Gameday                                                                             |

| Team             | 1 | 2 | 3 | 4 | 5 | 6 | 7 | 8 | 9 | R | H | E |
| ---------------- | - | - | - | - | - | - | - | - | - | - | - | - |
| Houston Astros   | 0 | 0 | 0 | 0 | 0 | 0 | 0 | 0 | 1 | 1 | 4 | 0 |
| New York Yankees | 0 | 3 | 0 | 5 | 0 | 0 | 0 | 0 | X | 8 | 7 | 1 |

| Info ALCS Game 3                                                                  |
| --------------------------------------------------------------------------------- |
| WP (Yankees): CC Sabathia (1 - 0) / LP (Astros): Charlie Morton (0 - 1) / Save: - |
| HR Astros: -                                                                      |
| HR Yankees: Todd Frazier (1), Aaron Judge (1)                                     |
| Houston Astros leidt ALCS met 2 - 1                                               |
| MLB Gameday                                                                       |

| Team             | 1 | 2 | 3 | 4 | 5 | 6 | 7 | 8 | 9 | R | H | E |
| ---------------- | - | - | - | - | - | - | - | - | - | - | - | - |
| Houston Astros   | 0 | 0 | 0 | 0 | 0 | 3 | 1 | 0 | 0 | 4 | 3 | 0 |
| New York Yankees | 0 | 0 | 0 | 0 | 0 | 0 | 2 | 4 | X | 6 | 8 | 3 |

| Info ALCS Game 4                                                                                        |
| --- |
| WP (Yankees): Chad Green (1 - 0) / LP (Astros): Ken Giles (0 - 1) / Save (Yankees): Aroldis Chapman (1) |
| HR Astros: -                                                                                            |
| HR Yankees: Aaron Judge (2)                                                                             |
| Stand ALCS is 2 - 2                                                                                     |
| MLB Gameday                                                                                             |

| Team             | 1 | 2 | 3 | 4 | 5 | 6 | 7 | 8 | 9 | R | H  | E |
| ---------------- | - | - | - | - | - | - | - | - | - | - | -- | - |
| Houston Astros   | 0 | 0 | 0 | 0 | 0 | 0 | 0 | 0 | 0 | 0 | 4  | 1 |
| New York Yankees | 0 | 1 | 1 | 0 | 2 | 0 | 1 | 0 | X | 5 | 10 | 1 |

| Info ALCS Game 5                                                                      |
| ------------------------------------------------------------------------------------- |
| WP (Yankees): Masahiro Tanaka (1 - 1) / LP (Astros): Dallas Keuchel (1 - 1) / Save: - |
| HR Astros: -                                                                          |
| HR Yankees: Gary Sánchez (1)                                                          |
| New York Yankees leidt ALCS met 3 - 2                                                 |
| MLB Gameday                                                                           |

| Team             | 1 | 2 | 3 | 4 | 5 | 6 | 7 | 8 | 9 | R | H | E |
| ---------------- | - | - | - | - | - | - | - | - | - | - | - | - |
| New York Yankees | 0 | 0 | 0 | 0 | 0 | 0 | 0 | 1 | 0 | 1 | 6 | 1 |
| Houston Astros   | 0 | 0 | 0 | 0 | 3 | 0 | 0 | 4 | X | 7 | 8 | 0 |

| Info ALCS Game 6                                                                      |
| ------------------------------------------------------------------------------------- |
| WP (Astros): Justin Verlander (2 - 0) / LP (Yankees): Luis Severino (0 - 1) / Save: - |
| HR Yankees: Aaron Judge (3)                                                           |
| HR Astros: José Altuve (1)                                                            |
| Stand ALCS is 3 - 3                                                                   |
| MLB Gameday                                                                           |

| Team             | 1 | 2 | 3 | 4 | 5 | 6 | 7 | 8 | 9 | R | H  | E |
| ---------------- | - | - | - | - | - | - | - | - | - | - | -- | - |
| New York Yankees | 0 | 0 | 0 | 0 | 0 | 0 | 0 | 0 | 0 | 0 | 3  | 0 |
| Houston Astros   | 0 | 0 | 0 | 1 | 3 | 0 | 0 | 0 | X | 4 | 10 | 0 |

| Info ALCS Game 7                                                                                                 |
| --- |
| WP (Astros): Charlie Morton (1 - 1) / LP (Yankees): CC Sabathia (1 - 1) / Save (Astros): Lance McCullers Jr. (1) |
| HR Yankees: - |
| HR Astros: Evan Gattis (1), José Altuve (2)                                                                      |
| Houston Astros wint ALCS met 4 - 3                                                                               |
| MLB Gameday |

### National League Championship Series

#### Los Angeles Dodgers (NL1) vs. Chicago Cubs (NL3)
|                     |  |              |
| Los Angeles Dodgers |  | Chicago Cubs |

| Wedstrijd | Datum      | Uitslag                                 | Speeltijd | Toeschouwers |
| --------- | ---------- | --------------------------------------- | --------- | ------------ |
| 1         | 14 oktober | Chicago Cubs 2 @ Los Angeles Dodgers 5  | 3:24      | 54.289       |
| 2         | 15 oktober | Chicago Cubs 1 @ Los Angeles Dodgers 4  | 3:20      | 54.479       |
| 3         | 17 oktober | Los Angeles Dodgers 6 @ Chicago Cubs 1  | 3:39      | 41.871       |
| 4         | 18 oktober | Los Angeles Dodgers 2 @ Chicago Cubs 3  | 3:15      | 42.195       |
| 5         | 19 oktober | Los Angeles Dodgers 11 @ Chicago Cubs 1 | 3:06      | 42.735       |

| Team                | 1 | 2 | 3 | 4 | 5 | 6 | 7 | 8 | 9 | R | H | E |
| ------------------- | - | - | - | - | - | - | - | - | - | - | - | - |
| Chicago Cubs        | 0 | 0 | 0 | 2 | 0 | 0 | 0 | 0 | 0 | 2 | 4 | 0 |
| Los Angeles Dodgers | 0 | 0 | 0 | 0 | 2 | 1 | 2 | 0 | X | 5 | 8 | 0 |

| Info NLCS Game 1                                                                                         |
| --- |
| WP (Dodgers): Kenta Maeda (1 - 0) / LP (Cubs): Héctor Rondón (0 - 1) / Save (Dodgers): Kenley Jansen (1) |
| HR Cubs: Albert Almora Jr. (1)                                                                           |
| HR Dodgers: Chris Taylor (1), Yasiel Puig (1)                                                            |
| Los Angeles Dodgers leidt NLCS met 1 - 0                                                                 |
| MLB Gameday                                                                                              |

| Team                | 1 | 2 | 3 | 4 | 5 | 6 | 7 | 8 | 9 | R | H | E |
| ------------------- | - | - | - | - | - | - | - | - | - | - | - | - |
| Chicago Cubs        | 0 | 0 | 0 | 0 | 1 | 0 | 0 | 0 | 0 | 1 | 3 | 0 |
| Los Angeles Dodgers | 0 | 0 | 0 | 0 | 1 | 0 | 0 | 0 | 3 | 4 | 5 | 0 |

| Info NLCS Game 2                                                                  |
| --------------------------------------------------------------------------------- |
| WP (Dodgers): Kenley Jansen (1 - 0) / LP (Cubs): Brian Duensing (0 - 1) / Save: - |
| HR Cubs: Addison Russell (1)                                                      |
| HR Dodgers: Justin Turner (1)                                                     |
| Los Angeles Dodgers leidt NLCS met 2 - 0                                          |
| MLB Gameday                                                                       |

| Team                | 1 | 2 | 3 | 4 | 5 | 6 | 7 | 8 | 9 | R | H | E |
| ------------------- | - | - | - | - | - | - | - | - | - | - | - | - |
| Los Angeles Dodgers | 0 | 1 | 1 | 0 | 1 | 1 | 0 | 2 | 0 | 6 | 9 | 0 |
| Chicago Cubs        | 1 | 0 | 0 | 0 | 0 | 0 | 0 | 0 | 0 | 1 | 8 | 2 |

| Info NLCS Game 3                                                               |
| ------------------------------------------------------------------------------ |
| WP (Dodgers): Yu Darvish (1 - 0) / LP (Cubs): Kyle Hendricks (0 - 1) / Save: - |
| HR Dodgers: Andre Ethier (1), Chris Taylor (2)                                 |
| HR Cubs: Kyle Schwarber (1)                                                    |
| Los Angeles Dodgers leidt NLCS met 3 - 0                                       |
| MLB Gameday                                                                    |

| Team                | 1 | 2 | 3 | 4 | 5 | 6 | 7 | 8 | 9 | R | H | E |
| ------------------- | - | - | - | - | - | - | - | - | - | - | - | - |
| Los Angeles Dodgers | 0 | 0 | 1 | 0 | 0 | 0 | 0 | 1 | 0 | 2 | 4 | 0 |
| Chicago Cubs        | 0 | 2 | 0 | 0 | 1 | 0 | 0 | 0 | X | 3 | 5 | 0 |

| Info NLCS Game 4                                                                                |
| ----------------------------------------------------------------------------------------------- |
| WP (Cubs): Jake Arrieta (1 - 0) / LP (Dodgers): Alex Wood (0 - 1) / Save (Cubs): Wade Davis (1) |
| HR Dodgers: Cody Bellinger (1), Justin Turner (2)                                               |
| HR Cubs: Willson Contreras (1), Javier Báez 2 (2)                                               |
| Los Angeles Dodgers leidt NLCS met 3 - 1                                                        |
| MLB Gameday                                                                                     |

| Team                | 1 | 2 | 3 | 4 | 5 | 6 | 7 | 8 | 9 | R  | H  | E |
| ------------------- | - | - | - | - | - | - | - | - | - | -- | -- | - |
| Los Angeles Dodgers | 1 | 1 | 5 | 2 | 0 | 0 | 0 | 0 | 2 | 11 | 16 | 0 |
| Chicago Cubs        | 0 | 0 | 0 | 1 | 0 | 0 | 0 | 0 | 0 | 1  | 4  | 0 |

| Info NLCS Game 5                                                                   |
| ---------------------------------------------------------------------------------- |
| WP (Dodgers): Clayton Kershaw (1 - 0) / LP (Cubs): José Quintana (0 - 1) / Save: - |
| HR Dodgers: Enrique Hernández 3 (3)                                                |
| HR Cubs: Kris Bryant (1)                                                           |
| Los Angeles Dodgers wint NLCS met 4 - 1                                            |
| MLB Gameday                                                                        |

### World Series

#### Houston Astros (AL2) vs. Los Angeles Dodgers (NL1)
|                |  |                     |
| Houston Astros |  | Los Angeles Dodgers |

| Wedstrijd | Datum      | Uitslag                                    | Speeltijd | Toeschouwers |
| --------- | ---------- | ------------------------------------------ | --------- | ------------ |
| 1         | 24 oktober | Houston Astros 1 @ Los Angeles Dodgers 3   | 2:28      | 54.253       |
| 2         | 25 oktober | Houston Astros 7 @ Los Angeles Dodgers 6   | 4:19      | 54.293       |
| 3         | 27 oktober | Los Angeles Dodgers 3 @ Houston Astros 5   | 3:46      | 43.282       |
| 4         | 28 oktober | Los Angeles Dodgers 6 @ Houston Astros 2   | 3:06      | 43.322       |
| 5         | 29 oktober | Los Angeles Dodgers 12 @ Houston Astros 13 | 5:17      | 43.300       |
| 6         | 31 oktober | Houston Astros 1 @ Los Angeles Dodgers 3   | 3:22      | 54.128       |
| 7         | 1 november | Houston Astros 5 @ Los Angeles Dodgers 1   | 3:37      | 54.124       |

| Team                | 1 | 2 | 3 | 4 | 5 | 6 | 7 | 8 | 9 | R | H | E |
| ------------------- | - | - | - | - | - | - | - | - | - | - | - | - |
| Houston Astros      | 0 | 0 | 0 | 1 | 0 | 0 | 0 | 0 | 0 | 1 | 3 | 0 |
| Los Angeles Dodgers | 1 | 0 | 0 | 0 | 0 | 2 | 0 | 0 | X | 3 | 6 | 0 |

| Info WS Game 1                                                                                                  |
| --- |
| WP (Dodgers): Clayton Kershaw (1 - 0) / LP (Astros): Dallas Keuchel (0 - 1) / Save (Dodgers): Kenley Jansen (1) |
| HR Astros: Alex Bregman (1)                                                                                     |
| HR Dodgers: Chris Taylor (1), Justin Turner (1)                                                                 |
| Los Angeles Dodgers leidt WS met 1 - 0                                                                          |
| MLB Gameday |

| Team                | 1 | 2 | 3 | 4 | 5 | 6 | 7 | 8 | 9 | 10 | 11 | R | H  | E |
| ------------------- | - | - | - | - | - | - | - | - | - | -- | -- | - | -- | - |
| Houston Astros      | 0 | 0 | 1 | 0 | 0 | 0 | 0 | 1 | 1 | 2  | 2  | 7 | 14 | 1 |
| Los Angeles Dodgers | 0 | 0 | 0 | 0 | 1 | 2 | 0 | 0 | 0 | 2  | 1  | 6 | 5  | 0 |

| Info WS Game 2                                                                          |
| --------------------------------------------------------------------------------------- |
| WP (Astros): Chris Devenski (1 - 0) / LP (Dodgers): Brandon McCarthy (0 - 1) / Save: -  |
| HR Astros: Marwin González (1), José Altuve (1), Carlos Correa (1), George Springer (1) |
| HR Dodgers: Joc Pederson (1), Corey Seager (1), Yasiel Puig (1), Charlie Culberson (1)  |
| Stand WS is 1 - 1                                                                       |
| MLB Gameday                                                                             |

| Team                | 1 | 2 | 3 | 4 | 5 | 6 | 7 | 8 | 9 | R | H  | E |
| ------------------- | - | - | - | - | - | - | - | - | - | - | -- | - |
| Los Angeles Dodgers | 0 | 0 | 1 | 0 | 0 | 2 | 0 | 0 | 0 | 3 | 4  | 2 |
| Houston Astros      | 0 | 4 | 0 | 0 | 1 | 0 | 0 | 0 | X | 5 | 12 | 0 |

| Info WS Game 3                                                                                                |
| --- |
| WP (Astros): Lance McCullers Jr. (1 - 0) / LP (Dodgers): Yu Darvish (0 - 1) / Save (Astros): Brad Peacock (1) |
| HR Dodgers: -                                                                                                 |
| HR Astros: Yuli Gurriel (1)                                                                                   |
| Houston Astros leidt WS met 2 - 1                                                                             |
| MLB Gameday                                                                                                   |

| Team                | 1 | 2 | 3 | 4 | 5 | 6 | 7 | 8 | 9 | R | H | E |
| ------------------- | - | - | - | - | - | - | - | - | - | - | - | - |
| Los Angeles Dodgers | 0 | 0 | 0 | 0 | 0 | 0 | 1 | 0 | 5 | 6 | 7 | 0 |
| Houston Astros      | 0 | 0 | 0 | 0 | 0 | 1 | 0 | 0 | 1 | 2 | 2 | 0 |

| Info WS Game 4                                                               |
| ---------------------------------------------------------------------------- |
| WP (Dodgers): Tony Watson (1 - 0) / LP (Astros): Ken Giles (0 - 1) / Save: - |
| HR Dodgers: Joc Pederson (2)                                                 |
| HR Astros: George Springer (2), Alex Bregman (2)                             |
| Stand WS is 2 - 2                                                            |
| MLB Gameday                                                                  |

| Team                | 1 | 2 | 3 | 4 | 5 | 6 | 7 | 8 | 9 | 10 | R  | H  | E |
| ------------------- | - | - | - | - | - | - | - | - | - | -- | -- | -- | - |
| Los Angeles Dodgers | 3 | 0 | 0 | 1 | 3 | 0 | 1 | 1 | 3 | 0  | 12 | 14 | 1 |
| Houston Astros      | 0 | 0 | 0 | 4 | 3 | 0 | 4 | 1 | 0 | 1  | 13 | 14 | 1 |

| Info WS Game 5                                                                                         |
| --- |
| WP (Astros): Joe Musgrove (1 - 0) / LP (Dodgers): Kenley Jansen (0 - 1) / Save: -                      |
| HR Dodgers: Cody Bellinger (1), Yasiel Puig (2)                                                        |
| HR Astros: Yuli Gurriel (2), José Altuve (2), George Springer (3), Carlos Correa (2), Brian McCann (1) |
| Houston Astros leidt WS met 3 - 2                                                                      |
| MLB Gameday                                                                                            |

| Team                | 1 | 2 | 3 | 4 | 5 | 6 | 7 | 8 | 9 | R | H | E |
| ------------------- | - | - | - | - | - | - | - | - | - | - | - | - |
| Houston Astros      | 0 | 0 | 1 | 0 | 0 | 0 | 0 | 0 | 0 | 1 | 6 | 0 |
| Los Angeles Dodgers | 0 | 0 | 0 | 0 | 0 | 2 | 1 | 0 | X | 3 | 5 | 0 |

| Info WS Game 6                                                                                                |
| --- |
| WP (Dodgers): Tony Watson (2 - 0) / LP (Astros): Justin Verlander (0 - 1) / Save (Dodgers): Kenley Jansen (2) |
| HR Astros: George Springer (4)                                                                                |
| HR Dodgers: Joc Pederson (3)                                                                                  |
| Stand WS is 3 - 3                                                                                             |
| MLB Gameday                                                                                                   |

| Team                | 1 | 2 | 3 | 4 | 5 | 6 | 7 | 8 | 9 | R | H | E |
| ------------------- | - | - | - | - | - | - | - | - | - | - | - | - |
| Houston Astros      | 2 | 3 | 0 | 0 | 0 | 0 | 0 | 0 | 0 | 5 | 5 | 0 |
| Los Angeles Dodgers | 0 | 0 | 0 | 0 | 0 | 1 | 0 | 0 | 0 | 1 | 6 | 1 |

| Info WS Game 7                                                                   |
| -------------------------------------------------------------------------------- |
| WP (Astros): Charlie Morton (1 - 0) / LP (Dodgers): Yu Darvish (0 - 2) / Save: - |
| HR Astros: George Springer (5)                                                   |
| HR Dodgers: -                                                                    |
| Houston Astros wint WS met 4 - 3                                                 |
| MLB Gameday                                                                      |